# Nouveau cinéma argentin
 (mai 2024).
La mise en forme du texte ne suit pas les recommandations de Wikipédia : il faut le « wikifier ».
Les points d'amélioration suivants sont les cas les plus fréquents. Le détail des points à revoir est peut-être précisé sur la page de discussion.
- Les titres sont pré-formatés par le logiciel. Ils ne sont ni en capitales, ni en gras.
- Le texte ne doit pas être écrit en capitales (les noms de famille non plus), ni en gras, ni en italique, ni en « petit »…
- Le gras n'est utilisé que pour surligner le titre de l'article dans l'introduction, une seule fois.
- L'italique est rarement utilisé : mots en langue étrangère, titres d'œuvres, noms de bateaux, etc.
- Les citations ne sont pas en italique mais en corps de texte normal. Elles sont entourées par des guillemets français : « et ».
- Les listes à puces sont à éviter, des paragraphes rédigés étant largement préférés. Les tableaux sont à réserver à la présentation de données structurées (résultats, etc.).
- Les appels de note de bas de page (petits chiffres en exposant, introduits par l'outil «  Source ») sont à placer entre la fin de phrase et le point final[comme ça].
- Les liens internes (vers d'autres articles de Wikipédia) sont à choisir avec parcimonie. Créez des liens vers des articles approfondissant le sujet. Les termes génériques sans rapport avec le sujet sont à éviter, ainsi que les répétitions de liens vers un même terme.
- Les liens externes sont à placer uniquement dans une section « Liens externes », à la fin de l'article. Ces liens sont à choisir avec parcimonie suivant les règles définies. Si un lien sert de source à l'article, son insertion dans le texte est à faire par les notes de bas de page.
- La présentation des références doit suivre les conventions bibliographiques. Il est recommandé d'utiliser les modèles {{Ouvrage}}, {{Chapitre}}, {{Article}}, {{Lien web}} et/ou {{Bibliographie}}. Le mode d'édition visuel peut mettre en forme automatiquement les références.
- Insérer une infobox (cadre d'informations à droite) n'est pas obligatoire pour parachever la mise en page.

Pour une aide détaillée, merci de consulter Aide:Wikification.
Si vous pensez que ces points ont été résolus, vous pouvez retirer ce bandeau et améliorer la mise en forme d'un autre article.
 (mai 2024).
Le Nouveau Cinéma Argentin (ou NCA) est un mouvement artistique qui a émergé dans le cinéma argentin à partir du milieu des années 90. Il désigne un ensemble de films sortis à cette époque, ainsi que le groupe de leurs réalisateurs, et même l'évolution de ces films. Le NCA a représenté une rupture par rapport au cinéma argentin des années 1980 et du début des années 90, en introduisant de nouveaux éléments narratifs et un style réaliste marqué. Parmi les principaux réalisateurs du mouvement, on peut citer Israel Adrián Caetano, Bruno Stagnaro, Daniel Burman et Lucrecia Martel.

## Caractéristiques
Le nouveau cinéma argentin s'est établi comme un domaine où sont représentées et discutées les transformations sociales. Cet élément est devenu le fil conducteur des productions qui ont commencé à émerger au milieu des années 90 : la recherche d'une description critique d'un monde en transformation. Il existe des normes communes qui caractérisent et distinguent fortement le Nouveau Cinéma Indépendant Argentin. Parmi elles, on trouve la forme du récit, qui rompt avec la linéarité et joue, dans les histoires racontées, avec le sort et le hasard. On passe du prévisible à l'inattendu, à la surprise, qui est également une caractéristique de la réalité sociale : on ne sait pas ce qui se passera à l'avenir. Et cette prémisse est transposée dans l'audiovisuel, avec différentes stratégies, telles que la création d'un réalisme où la société est reflétée dans sa fragmentation et son individualisme postmoderne, et où la vie quotidienne des personnages et les histoires qu'ils traversent deviennent le fil conducteur du film.
Parmi ses principales caractéristiques, on note une plus grande utilisation du plan-séquence ; le travail avec des acteurs non professionnels, et une préférence pour les tournages en extérieur. Sur le plan narratif, la figure du héros disparaît, il y a une objectivité par rapport aux questions morales, politiques ou idéologiques ; la dénonciation directe est rejetée ; l'instant, le présent sont privilégiés. C'est un cinéma d'expression et non de représentation.
Il est indissolublement lié au mot « indépendant ». Cependant, le concept derrière ce terme varie lorsqu'il est appliqué à ce courant cinématographique : il peut être considéré comme indépendant dans ses modes de production - bien que dans plusieurs occasions, l'État argentin le subventionne - ou indépendant dans la marginalité de son esthétique et de ses thèmes, mais pas en ce qui concerne son intégration au circuit national et international des festivals, auquel il est inscrit. Beaucoup des films tournés pendant cette période ont été des productions financées par les réalisateurs eux-mêmes. Un exemple est le film "Bolivia" de Israel Adrián Caetano, qui a utilisé des bobines de film restantes d'une autre production.

## Histoire

### Antécédents
Les fondements de ce cinéma se trouvent dans le néoréalisme italien de l'après-guerre, la Nouvelle Vague, et à l'échelle continentale et nationale dans le Nouveau Cinéma Latino-américain des années 60 et la génération des années soixante en Argentine, qui a également été appelée Nouveau Cinéma Argentin.

### Surgimiento Du nouveau cinéma argentin
Le syntagme Nouveau Cinéma Argentin (NCA) s'est imposé face à celui de "Génération des années quatre-vingt-dix", qui avait été proposé en opposition à celui de "Génération des années soixante", un mouvement cinématographique innovant qui a eu lieu approximativement de 1955 à 1969. Il a d'abord été forgé par la critique et apparaît comme titre d'un livre en 2002 (celui de Bernardes, Leres et Sergio Wolf). En 2003, Fernando Martín Peña a écrit un livre qui visait à rapprocher les générations des années soixante et des années quatre-vingt-dix, trouvant des continuités qui contrecarrent la prétention à l'orphelinat que soutenaient beaucoup des réalisateurs.
Le coup d'envoi du mouvement a été donné par Martín Rejtman, écrivain et cinéaste, avec son premier film, "Rapado". Tourné en 1991 mais sorti commercialement en 1996, il est basé sur le livre homonyme de récits de Rejtman. D'une minimalisme extrême, la simple mise en scène du film pose les bases pour une grande partie du cinéma qui a suivi. D'autres prédécesseurs cinématographiques incluent "Picado fino" (Esteban Sapir, 1995), les films de Raúl Perrone ("Ángeles", 1992; "Labios de churrasco", 1994) et ceux d'Alejandro Agresti ("El amor es una mujer gorda", 1987; "Boda secreta", 1989; "El acto en cuestión", 1993).
En 1994, la loi sur le cinéma (loi no 24.377/94) a été promulguée, établissant l'autonomie de l'INCAA et son mode de financement, ce qui a stimulé la production cinématographique par rapport aux années précédentes,.Le nouveau cinéma a trouvé deux alliés importants dans la critique spécialisée (notamment les revues El amante et Film) et les festivals tels que le BAFICI et le Festival International du Film de Mar del Plata. Tous ces facteurs ont contribué à consolider ce nouveau cinéma. Un autre événement parallèle significatif fut la création en 1999, par la loi 25.119, de la Cinémathèque et Archives de l'Image Nationale (CINAIN),.
Parallèlement, durant cette période, on assiste à une augmentation soutenue du nombre d'étudiants et d'écoles de cinéma en Argentine. Une grande quantité de courts métrages sont produits et deux courants importants émergent : le costumbrisme social, austère et réaliste, généralement en noir et blanc ; et un cinéma plus axé sur l'exploration des questions d'identité et de genre (connu sous le nom de Gender Cinema dans d'autres pays), personnel et intimiste.
En 1995, sous le nom de Historias breves, un ensemble de courts métrages lauréats d'un concours de l'INCAA est présenté. Ce qui a commencé comme une simple exposition a eu un impact critique et public important. Presque tous les réalisateurs avaient environ vingt-cinq ans et avaient fréquenté une école de cinéma. Parmi les participants à ce projet, on retrouve les noms d'Israel Adrián Caetano, Bruno Stagnaro, Sandra Gugliotta, Daniel Burman, Lucrecia Martel et Ulises Rosell, qui ont ensuite joué un rôle prépondérant dans le mouvement du Nouveau Cinéma Argentin.
Les premiers à réaliser un long métrage ont été Caetano et Stagnaro, avec le succès critique et public de Pizza, birra, faso (1997), et Daniel Burman avec son premier film Un crisantemo estalla en Cincoesquinas (1997), une aventure surprenante avec des touches de western spaghetti, qui évoque un nouveau monde, totalement fictif et imaginaire, lié à une Amérique latine mythique et mystique. Pizza, birra, faso a créé une tendance costumbriste au sein du nouveau cinéma argentin qui a été la plus diffusée et la plus réussie internationalement. Dans ce cadre, on trouve Mundo grúa (1999, Pablo Trapero), Bonanza (2001, Ulises Rosell), Modelo '73 (2001, Rodrigo Moscoso), La libertad (2001, Lisandro Alonso) et Bolivia (Israel Adrián Caetano, 2001), parmi d'autres titres.
Concernant les réalisatrices, l'œuvre de Lucrecia Martel se distingue. La Ciénaga (2000), le premier film de Martel, produit par Pedro Almodóvar, a eu peu de succès commercial mais a été bien accueilli par la critique internationale, remportant des prix au Festival du Film de Sundance, à La Havane et obtenant une nomination à l'Ours d'Or au Festival de Berlin. On note également les courts métrages d'Eloísa Solaas (Lila et Todas las cosas), de Violeta Uman (Clarilandia, gotas de amor) et d'Albertina Carri (Barbie también puede estar triste) ainsi que les longs métrages de Daniela Cugliándolo (Herencia) et de Verónica Chen (Vagón fumador).
Agustín Campero, dans son livre sur le nouveau cinéma argentin, De "Rapado" à "Historias extraordinarias", signale le déclin du NCA entre 2005 et 2006, période durant laquelle on commence à percevoir une certaine sclérose, stylisation et répétition, tout en indiquant que de nouvelles possibilités de faire du cinéma en Argentine émergent en marge.

### Décennie du 2000
Au début du XXIe siècle, de nouveaux films des réalisateurs fondateurs du nouveau cinéma argentin ont été bien accueillis par la critique : Fabián Bielinsky a réalisé Nueve reinas (2000) et El aura (2005) ; Lucrecia Martel a sorti La niña santa (2004) et La mujer sin cabeza (2008) ; Pablo Trapero a dirigé El bonaerense (2002) et Leonera (2008), parmi d'autres films ; Lisandro Alonso, pour sa part, a réalisé Los muertos (2004), Fantasma (2006) et Liverpool (2008) ; s'ajoutent à cela les films de Caetano, Un oso rojo (2002) et Crónica de una fuga (2006). De son côté, Stagnaro a quitté le cinéma pour se consacrer à la télévision. Parmi les nouveaux cinéastes, Mariano Llinás se distingue, qui a dirigé le documentaire Balnearios (2002) et le film culte Historias extraordinarias (2008). Dans cette décennie, un jalon distinct a été constitué par Nada por perder (2001), un film indépendant réalisé par Quique Aguilar qui a été pionnier dans le domaine de la cinématographie numérique, et est considéré des années après sa sortie comme un film culte,,,.

## Liste de films
- La Ciénaga (Lucrecia Martel)
- Silvia Prieto (Martín Rejtman)
- Un oso rojo (Israel Adrián Caetano)
- Mundo Grúa (Pablo Trapero)
- El abrazo partido (Daniel Burman)
- La libertad (Lisandro Alonso)
- Picado fino ( Esteban Sapir)
- Pizza, birra, faso (Israel Adrián Caetano, Bruno Stagnaro)
- Los rubios (Albertina Carri)
- La Mecha (Raúl Perrone)
- Balnearios (Mariano Llinás)
- Un año sin amor (Anahí Berneri)
- Tan de repente (Diego Lerman)
- Monobloc (Luís Ortega)
- Yo no sé qué me han hecho tus ojos ( Sergio Wolf, Lorena Muñoz)
- Sábado (Juan Villegas)
- Extraño (Santiago Loza)
- Nueve Reinas (Fabián Bielinsky)
- Crónica de una fuga (Israel Adrián Caetano)
- El bonaerense (Pablo Trapero)
- Hoteles (Aldo Paparella)
- Rapado (Martín Rejtman)
- Como un avión estrellado (Ezequiel Acuña)
- El aura (Fabián Bielinsky)
- La niña santa (Lucrecia Martel)
- Leonera (Pablo Trapero)
- La mujer sin cabeza (Lucrecía Martel)
- Moebius ( Gustavo Mosquera R.)
- La Sonámbula, recuerdos del futuro (Fernando Spiner)
- La antena (Esteban Sapir)
- Historias extraordinarias (Mariano Llinás)
- Ostende (Laura Citarella)
- De nuevo otra vez (Romina Paula)
- La mujer de los perros (Laura Citarella)
- Juana a los 12 (Martín Shanly)
- El loro y el cisne (Alejo Moguillansky)
- El escarabajo de oro (Alejo Moguillansky, Fia-Stina Sandlund)
- Damiana Kryygi (Alejandro Fernández Mouján)
- Shakti (Martín Rejtman)
- Los guantes mágicos (Martín Rejtman)
- Dos disparos (Martín Rejtman)
- XXY (Lucía Puenzo)
- Bolivia (Israel Adrián Caetano)
- Un crisantemo estalla en cincoesquinas (Daniel Burman)